# Anthologie de la poésie française (Georges Pompidou)
Die Anthologie de la poésie française ist eine von Georges Pompidou getroffene Auswahl von Gedichten, die 1961 bei Hachette Livre veröffentlicht wurde.
In einem ersten Teil (La Poésie) erklärt der Autor, was ihn dazu bewogen hat, diese Anthologie vorzulegen, und legt einige allgemeine Überlegungen sowie seine persönliche Beziehung zur Poesie dar; in einem zweiten Teil (Les Poètes) erläutert er ausführlich die Gründe für seine Auswahl sowie die Hauptcharaktere der ausgewählten Dichter und seine eigenen Vorlieben.
Die Auswahl markiert die Geschichte der französischen Poesie des 14. Jahrhunderts von Eustache Deschamps bis ins 20. Jahrhundert, Paul Éluard.